# Metabolismus sacharidů
Metabolismus sacharidů je souhrnné označení pro biochemické procesy zahrnující tvorbu, proměnu a rozklad sacharidů v živých organizmech.
Sacharidy jsou základem mnoha hlavních metabolických cest. Například rostliny syntetizují sacharidy z oxidu uhličitého a vody fotosyntézou, což jim dovoluje ukládat energii absorbovanou vnitřním slunečním světlem. Živočichové a houby konzumují rostliny a používají buněčné dýchání k tomu, aby rozložili sacharidy z rostlin pro zisk energie v buňkách. Zvířata i rostliny dočasně ukládají uvolněnou energii ve formě molekul s vysokou energií do ATP, pro následné použití v různých buněčných procesech. Ačkoli lidé konzumují celou řadu sacharidů, trávení rozkládá složité sacharidy pouze na několik jednoduchých monomerů (monosacharidů) pro následné využití: glukózu, fruktózu a galaktózu. Glukóza představuje asi 80 % produktu a je primární strukturou, která je distribuována do buněk v tkáních, kde je uložena jako glykogen. Při aerobním dýchání jako nejčastější formě buněčného dýchání u lidí se glukóza a kyslík metabolizuje, aby uvolňoval energii za vzniku oxidu uhličitého a vody jako vedlejších produktů. Většina fruktózy a galaktózy cestuje do jater, kde je lze přeměnit na glukózu. Některé jednoduché i složité sacharidy mají své vlastní enzymatické oxidační cesty. Například disacharidová laktóza vyžaduje enzymatickou laktázu, která se rozpadá na monosacharidové složky, glukózu a galaktózu.

## Metabolické dráhy

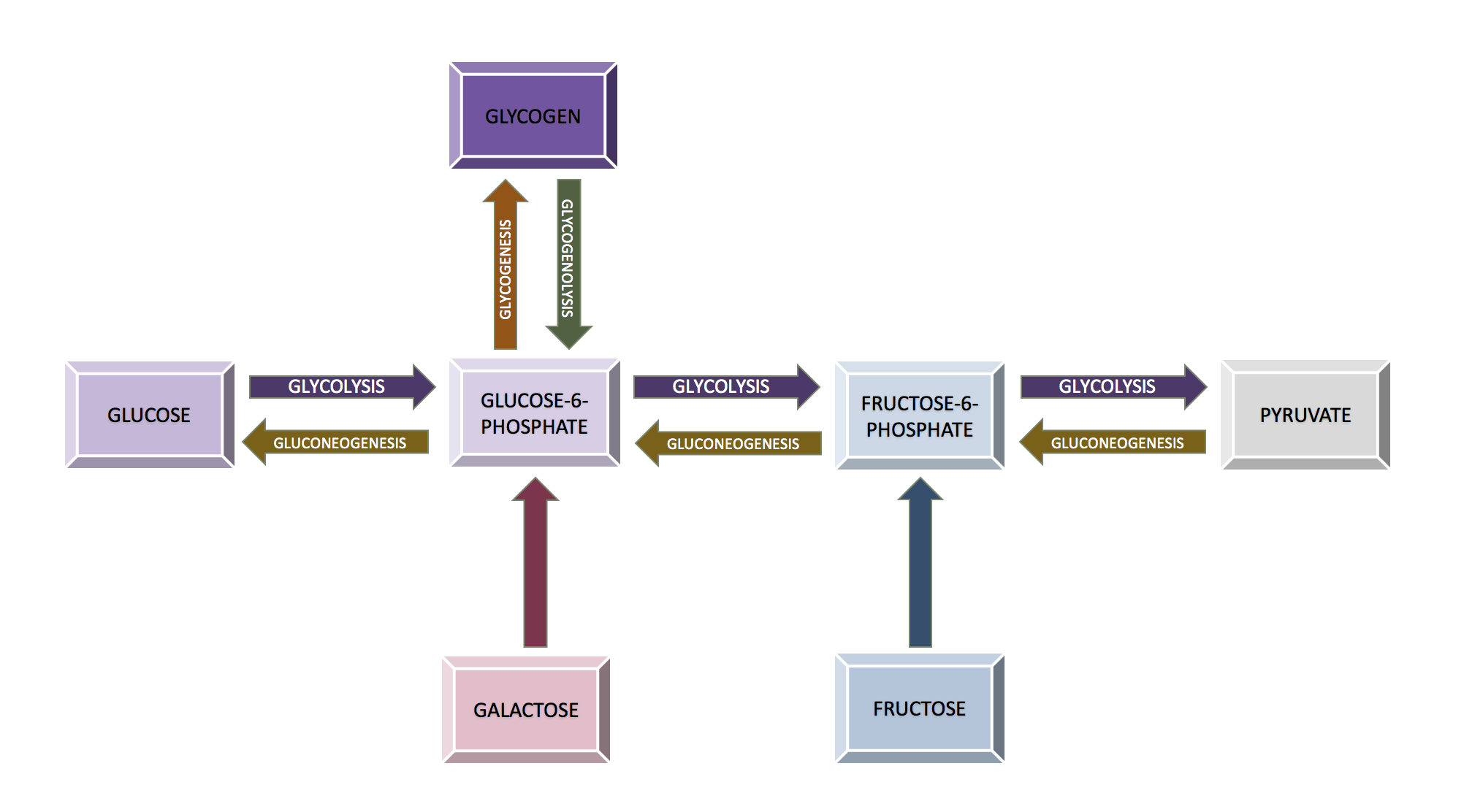
Přehled spojení mezi metabolickými procesy

### Glykolýza
Glykolýza je proces rozpadu molekuly glukózy na dvě molekuly pyruvátu, přičemž se ukládá energie uvolňovaná během tohoto procesu do ATP a NADH. Téměř všechny organismy, které rozkládají glukózu, využívají glykolýzu. Regulace glukózy a užití jejího produktu jsou primární kategorie, u kterých jsou odlišnosti mezi organismy. V některých tkáních a organismech je glykolýza jedinou metodou výroby energie. Tato cesta je anaerobní, protože nevyžaduje kyslík.
Glykolýza se skládá z deseti kroků rozdělených do dvou fází. Během první fáze se vyžaduje rozdělení dvou molekul ATP. Během druhé fáze se chemická energie z meziproduktů přenáší na ATP a NADH. Rozpad jedné molekuly glukózy má za následek dvě molekuly pyruvátu, které mohou být dále oxidovány, aby se získalo více energie v pozdějších procesech.

### Glukoneogeneze
Glukoneogeneze je reverzní proces glykolýzy a zahrnuje přeměnu molekul nesacharidů (například pyruvát, laktát, glycerol, alanin a glutamin) na glukózu. K procesu dochází v případě, že se příliš sníží množství glukózy obsažené v buňce, jedná se tak o důležitý děj pro tkáně, které nemohou používat jiné zdroje sacharidů (např. mozek). Primárním centrem glukoneogeneze jsou játra, v menší míře také ledviny.
Děj je stimulován glukagonem, adrenokortikotropním hormonem a ATP a naopak inhibován AMP, ADP a inzulinem.

### Glykogenolýza
Glykogenolýza znamená rozpad glykogenu. V játrech, svalstvu a ledvinách dochází k tomu, že se v případě potřeby tvoří glukóza. Jedna molekula glukózy se štěpí z větve glykogenu a během tohoto procesu se převádí na glukózo-1-fosfát. Tato molekula může být převedena na glukóza-6-fosfát, což je také meziprodukt v glykolýze. Glukóza-6-fosfát pak může projít glykolýzou. Glykolýza vyžaduje pouze vstup jedné molekuly ATP, pokud glukóza pochází z glykogenu. Alternativně může být glukóza-6-fosfát převedena zpět na glukózu v játrech a ledvinách, což umožňuje zvýšit hladinu glukózy v krvi v případě potřeby. Glukagon v játrech stimuluje glykogenolýzu při snížení hladiny glukózy v krvi, známé jako hypoglykemie. Glykogen v játrech může fungovat jako záložní zdroj glukózy mezi jídly. Adrenalin stimuluje rozklad glykogenu v kosterním svalu během cvičení. Ve svalech zajišťuje glykogen rychle přístupný zdroj energie pro pohyb.

### Glykogeneze
Glykogeneze se týká procesu syntézy glykogenu. U lidí se přebytečná glukosa přemění tímto způsobem na glykogen. Glykogen je vysoce rozvětvená struktura sestávající z glukózy ve formě glukóza-6-fosfátu, spojená dohromady. Rozvětvení glykogenu zvyšuje jeho rozpustnost a umožňuje, aby byl větší počet molekul glukózy dostupný pro rozklad. Glykogeneze se vyskytuje primárně v játrech, kostních svalech a ledvinách.

### Pentosová fosfátová dráha
Pentosová fosfátová cesta je alternativní metodou oxidace glukózy. Vyskytuje se v játrech, tukové tkáni, kůře nadledvinek, mléčných žlázách, fagocytárních buňkách a červených krvinkách. Tvoří produkty, které se používají v jiných buněčných procesech, přitom redukuje NADP na NADPH. Tato dráha je regulována změnami aktivity glukóza-6-fosfátdehydrogenázy.

### Fruktózový metabolismus
Fruktóza musí podstoupit určité dodatečné kroky, aby vstoupila do glykolýzy. Enzymy umístěné v určitých tkáních mohou přidávat fosfátové skupiny k molekule fruktózy. Tato fosforylace vytváří fruktózu-6-fosfát, což je meziprodukt v glykolýze, který může být směrován do tkání. Tato cesta se vyskytuje ve svalech, tukové tkáni a ledvinách. V játrech produkují enzymy fruktózu-1-fosfát, která vstupuje do glykolýzní dráhy a později se štěpí na glyceraldehyd a dihydroxyaceton fosfát.

### Metabolismus galaktózy
Laktóza neboli mléčný cukr se skládá z jedné molekuly glukózy a jedné molekuly galaktózy. Po oddělení z glukózy se galaktóza dostává do jater k převedení na glukózu. Galaktoináza používá jednu molekulu ATP k fosforylaci galaktózy. Fosforylovaná galaktóza se pak převede na glukózo-1-fosfát a nakonec na glukózu-6-fosfát, který může být rozdělen na glykolýzu.

## Produkce energie
Mnoho kroků metabolismu sacharidů umožňuje buňkám přístup k energii, kterou ukládá přechodně do ATP. Kofaktory NAD + a FAD jsou během tohoto procesu redukovány, aby vytvořily NADH a FADH 2, které vedou k tvorbě ATP v následných procesech. Jedna molekula NADH může produkovat 1,5-2,5 molekul ATP, zatímco molekula FADH 2 bude produkovat 1,5 molekuly ATP.
| Cesta               | Vstup ATP | Výstup ATP | Čistý ATP | Výstup NADH | Výstup FADH 2 | ATP konečný výtěžek |
| ------------------- | --------- | ---------- | --------- | ----------- | ------------- | ------------------- |
| Glykolýza (aerobní) | 2         | 4          | 2         | 2           | 0             | 5-7                 |
| Citrátový cyklus    | 0         | 2          | 2         | 8           | 2             | 17-25               |

Typicky úplné rozdělení jedné molekuly glukózy prostřednictvím aerobní respirace (zahrnující jak glykolýzu, tak citrátový cyklus) je obvykle asi 30 až 32 molekul ATP. Oxidace jednoho gramu sacharidu poskytuje přibližně 4 kcal energie.

## Hormonální regulace
Glukoregulace je udržování stálých hladin glukózy v těle. Hormony uvolněné z pankreatu regulují celkový metabolismus glukózy. Inzulin a glukagon jsou primární hormony, které se podílejí na udržování stálé hladiny glukózy v krvi a uvolňováním každého z nich je řízeno množstvím živin, které je v současné době k dispozici. Množství inzulinu uvolněného v krvi a citlivost buněk na inzulín určují množství glukózy, které buňky rozpadají. Zvýšené hladiny glukagonu aktivují enzymy, které katalyzují glykogenolýzu a inhibují enzymy, které katalyzují glykogenezi. Naopak, glykogeneze je zvýšena a glykogenolýza je inhibována, pokud je v krvi vysoká hladina inzulínu.
Úroveň cirkulační glukózy (známá neformálně jako „krevní cukr“) je nejdůležitějším faktorem určujícím množství glukagonu nebo produkovaného inzulínu. Uvolňování glukagonu je vysráženo nízkou hladinou glukózy v krvi, zatímco vysoké hladiny glukózy v krvi stimulují buňky k produkci inzulínu. Vzhledem k tomu, že hladina glukózy v krvi je z velké části určována příjmem dietních sacharidů, dieta kontroluje hlavní aspekty metabolismu prostřednictvím inzulínu. U lidí je inzulín tvořen beta buňkami v pankreatu, tuk je uložen v buňkách tukového tkáně a glykogen je skladován a uvolňován podle potřeby jaterními buňkami. Bez ohledu na hladiny inzulínu se do vnitřních zásob glykogenu ze svalových buněk neuvolňuje žádná glukóza.

## Zásobní sacharidy
Sacharidy se typicky ukládají jako dlouhé polymery molekul glukózy s glykosidickými vazbami pro strukturální podporu (např. chitin, celulóza) nebo pro skladování energie (např. glykogen, škrob). Avšak silná afinita většiny uhlovodíků k vodě činí skladování velkých množství sacharidů neúčinnou kvůli velké molekulové hmotnosti rozpuštěného komplexu voda-sacharid. Ve většině organismů se nadbytečné sacharidy pravidelně katabolizují, čímž vzniká acetyl-CoA, což je zásoba pro syntézu mastných kyselin; mastné kyseliny, triglyceridy a další lipidy se běžně používají pro dlouhodobé skladování energie. Hydrofobní charakter lipidů z nich činí mnohem kompaktnější formu skladování energie než hydrofilní sacharidy. Ovšem zvířata, včetně lidí, postrádají potřebné enzymatické mechanismy a tak nesyntetizují glukózu z lipidů (s výjimkou několika glycerolů).
U některých zvířat (jako jsou termiti) a některých mikroorganismů (jako jsou protisté a bakterie) může být celulóza rozebrána během trávení a absorbována jako glukóza.

## Lidské choroby
- Diabetes mellitus
- Laktózová intolerance
- Flavostní malabsorpce
- Galaktosemie
- Glykogenová choroba při skladování